# Místros
Místros, en grec moderne : Μίστρος, est un village du dème de Dírfys-Messápia, sur l'île d'Eubée, en Grèce. Il est situé à une altitude de 210 mètres, près du centre de l'île et à une distance de 30 kilomètres de Chalcis.
Selon le recensement de 2011, la population de Místros compte 358 habitants.
Son économie est agroalimentaire, l'activité principale étant l'élevage de moutons et de chèvres.